# 長谷工コミュニティ
長谷工コミュニティ（はせこうコミュニティ）は、長谷工コーポレーショングループのマンション管理会社である。

## 沿革
- 1978年9月　長谷工管理株式会社設立
- 1988年7月　長谷工管理株式会社と長谷工サービス株式会社が合併。株式会社長谷工コミュニティに商号変更
- 1999年3月　ISO9002の認証取得(マンション管理業務における機械監視業務および緊急対応業務対象)
- 2000年2月  ISO9002の認証範囲を「マンション管理業務全般」に拡大
- 2003年10月　ISO9002の認証をISO9001へグレードアップ
- 2007年7月　 プライバシーマークR認証取得[1]（本社・支社・支店・管理員事務所）
- 2009年     大阪市のオークプリオタワーレジデンスの大規模改修に着手した[2]。また管理するマンションの住民（居住世帯26万戸）が参加できるエコキャップ運動のキャンペーンを10月から翌年3月まで展開した[3]。11月には同社の提案した耐震化システムが国土交通省のモデル事業に採択された[4]。

## 東西技術研修センター
2003年12月から、東西技術研修センターが認定職業訓練による職業能力開発校に認定されている。このセンターは、自社だけでなく、他の管理会社も従業員研修に技術研修センターを使用する。